# Hiperbarična medicina
Hiperbarična medicina je specifična medicinska disciplina koja proučava i u praksi primjenjuje povoljne terapijske učinke kisika pod povišenim tlakom i atmosfere povišenog tlaka uopće. 
Hiperbarična medicina temelji se na prirodnom lijeku: čistom (100%) medicinskom kisiku koji se primjenjuje pod povišenim tlakom (višem od atmosferskog koji na površini mora iznosi 1 bar) u tzv. hiperbaričnim barokomorama. 

Na prvom svjetskom kongresu medicine u Amsterdamu dr. J. H. Jakobson iz bolnice Mount Sinaj, svoje izlaganje započeo je riječima: 

## Povijest

### Razvoj HBOT u svijetu
Prvi put u povijesti medicine s primjenom stlačenog plina u liječenju medicinskih poremećaja, daleke 1662. godine započeo je britanski svećenik po imenu Henshau. U to vrijeme je stlačeni zrak u zatvorenoj komori poznat je "Domicillium". Bez jasnih dokaza, Henshau iznosi pretpostavke da akutni poremećaji svih vrsta mogu imati koristi od povišenog tlaka. 
Francuski znanstvenik Antoine Lavoisier (1743-1794) otkriva da se plinovi prilikom disanja razmjenjuju u plućima i da se udahnuti kisik u plućima zamjenjuje ugljičnim dioksidom, a da se dušik izbacuje iz pluća u nepromijenjenom obliku. Kada je Joseph Pristley 1772. godine otkrio toksične osobine kisika on započinje eksperimente na životinjama, a kasnije i na ljudima u barokomorama.
Joseph Pristley (1733-1804) nakon pronalaska kisika prvi postavlja sumnju da je moguće njegovo štetno djelovanje na organizam čovjeka. - (Beddos) - i - (Watt) - 1799. godine opisuju promjene na plućima mačića koje su eksperimentalno izlagani zraku s 80% kisika. Francuski kirurg Fontaine projektira pokretnu komoru, čiji rad zasniva na povećanju tlaka zraka u komori i tim postupkom povećava količinu kisika u krvi bolesnika za vrijeme davanja dušik-oksidula kao anestetika, čime je sprječavao pad razine kisika u krvi, što se događa prilikom operativnih zahvata u dubokoj anesteziji. 
Godine 1900. Kaningem je primijetio različitost promjena u zdravstvenom stanju bolesnika koji boluju od iste vrste kardiovaskularnih bolesti, u zavisnosti od nadmorske visine na kojoj žive. On to povezuje s promjenom atmosferskog tlaka i donosi zaključak da je razlog za to povišeni atmosferski tlak. Na temelju ovih saznanja konstruira valjkastu komoru veličine 3 m {\displaystyle \times } 27 m i istu koristi za liječenje bolesti srca, visoki krvni tlak (hipertenziju), reumatsku groznicu, šećerne i mnoge druge bolesti. Nažalost primjena ove komore se nije dugo održala, jer medicinski autoriteti toga vremena nisu imali razumijevanja za ovakav način liječenja. 
Za početak suvremene hiperbarične medicine uzima se 1937. godina, kada su Benke i Šeiv počeli koristiti hiperbaričnu komoru za liječenje dekompresijske bolesti ronilaca. Od 1955. godine Churchill i Davidson koriste hiperbaričnu oksigenaciju i za liječenje drugih bolesti i rana koje su nastale kod oboljelih od karcinoma kao posljedica  radioterapije.
Berm u Nizozemskoj 1956. izvodi prvu operaciju na srcu u hiperbaričnoj komori, a iste godine u Europi počinje i sve češći primjena hiperbaričnog kisika u medicinskoj praksi. 
Od trenutka uvođenja u liječničku praksu hiperbarična medicina prolazi kroz više faza razvoja od masovnog prihvaćanja do povremene stagnacije u razvoju. Češća primjena HBO (hiperbarične oksigenoterapije) kao osnovne metode hiperbarične medicine u liječenju sve većeg broja bolesti uvjetovala je razvoj ove grane medicine i njeno izdvajanje iz pomorske medicine (koja se uglavnom bavi selekcijom, trenažom i liječenjem ronilaca) i razvija kao posebna podspecijalistička grana pomorske medicine namijenjena liječenju bolesnika.

### Razvoj HBOT u Hrvatskoj[2]
- 1969. U Institutu pomorske medicine (IPM) u Splitu počinje primjena HBOT u kliničkoj medicini. U narednim godinama znanstvene studije splitskih baromedicinara dokazuju učinkovitost primjene HBOT u Bellovoj parezi, Crohnovoj bolesti, glaukomu otvorenog kuta, bolestima krvnih žila… Baromedicina postaje specijalizacija i subspecijalizacija u vojnoj medicini.
- 1991.-'95. U IPM-u HRM u Splitu tijekom Domovinskog rata uspješno je liječen veliki broj ranjenika, a stečena iskustva najveća su u svjetskim razmjerima.
- 1993. Objavljena je Hrvatska lista indikacija za HBOT.
- 1995. U Splitu je otvorena prva ordinacija opće medicine s jednomjesnom barokomorom.
- 1996. U Puli je otvorena Poliklinika za baromedicinu OXY - prva zdravstvena ustanova u Hrvatskoj specijalizirana za liječenje primjenom HBOT. U uporabi je višemjesna barokomora. U Splitu je utemeljeno Hrvatsko društvo za pomorsku, podvodnu i hiperbaričnu medicinu Hrvatskog liječničkog zbora.
- 1998.  Prvi hrvatski kongres hiperbarične medicine u Splitu.
- 1999. Uz pomoć Poliklinike OXY uspostavlja se rad jednomjesne barokomore tlačene kisikom u KBC Osijek.
- 2001. Stvorena Radna grupa Ministarstva zdravstva za primjenu HBOT u kliničkoj medicini.
- 2001. Prvi kongres RZ Alpe - Jadran iz pomorske, podvodne i hiperbarične medicine u Opatiji.

## Principi djelovanja hiperbaričnog kisika
Udisanjem zraka, pri normalnom tlaku, zasićenost hemoglobina kisikom iznosi 97%. U 100 ml krvi ima 19,5% vol/% kemijski vezanog kisika  i 0,32% vol/% kisika otopljenog u plazmi. Ako se udiše 100% kisik pri normalnom tlaku u plazmi se otapa 2,09 (vol%), a pri udisanju kisika u hiperbaričnim uvjetima pri tlaku 3 bara, postotak otopljenog kisika u plazmi raste na 6,2 vol% (ova količina jednaka je količini kisika koji tkiva u mirovanju troše između arterijskog i venskog dela kapilara), dok hemoglobin veže 20.1 vol/% kemijskim putem.
| Tlak(bar) | 21%kisik(vol%) | 100%kisik(vol%) |
| --------- | -------------- | --------------- |
| 1         | 0,32           | 2,09            |
| 1,5       | 0,61           | 3,26            |
| 2         | 0,81           | 4,44            |
| 2,5       | 1,06           | 5,62            |
| 3         | 1,31           | 6,20            |

Pri tome kisik otopljen u plazmi dopire i do najudaljenijih stanica za razliku od eritrocita, (kao glavnih nositelja kisika pri normalnom disanju), koji zbog svoje veličine i neelastičnosti nemaju tu sposobnost. Ova nesposobnost eritrocita još više dolazi do izražaja kod, trovanja ugljičnim monoksidom, bolešću izazvanog suženja lumena kapilara, i otoka tkiva. Veliki broj bolesti u svojoj osnovi ima hipoksiju i hipoksemiju (nedostatak kisika) u svojim organima, tkivima i stanicama, uzrokovan različitim mehanizmima. Kako je nedostatak kisika poguban za svaku stanicu organizma, hiperbarični kisik se primjenjuje kao lijek i ima zadatak da ispravi ove poremećaje, što on čini kroz visoke vrijednosti kisika otopljena u krvi pri njegovom udisanju u koncentraciji od 100% na pritisku od 1,5 do 3 bar-a, (prosječno 2,0 do 2,5 bar-a).
| Rezultati HBOT                                                                         | Mehanizam djelovanja HBOT |
| Difuzno povećana razina kisika u stanicama na račun fizički otopljenog kisika u plazmi | Smanjuje upalnu reakciju u tkivu uklanjanjem hipoksije, opsega (i do 1 / 6 u odnosu na površinu mora) i brzine otapanja mjehurića zraka u krvi i tkivnim tekućinama, što dovodi do njihovog bržeg uklanjanja iz organizma. |
| Povećana obrambena sposobnost organizma                                                | Povećava fagocitnu sposobnost leukocita, ima izravno bakteriostatsko i baktericidno djelovanje najviše izraženo kod anaeroba (ometanjem metabolizma na kisik osjetljivih mikroorganizama), |
| Poboljšano djelovanje pojedinih lijekova                                               | Poboljšava djelovanje određenih antibiotika, diuretika, antiaritmika i citostatika |
| Povoljan utjecaj na jačanje imuniteta                                                  | U prisustvu kisika pojačava se imuni odgovor stanica |
| Snažan antiedematozni učinak u tkivima                                                 | Manji otok tkiva i poboljšana cirkulacije krvi; uvjetovana je vazokonstrikcijom krvnih žila, smanjenom gustoćom plazme, povećanom elastičnošću membrane eritrocita, manjim slepljivanjem trombocita i leukocita i ubrzanim stvaranjem nove mreže krvnih kapilara. |
| Povećana razina antioksidacijske obrane organizma                                      | Normalizira energetske, metaboličke i funkcionalne procese u stanici i tako usporava procese starenja stanica, |
| Poboljšano stanje organizma tijekom i nakon radioterapije                              | Povećava osjetljivost stanica nekih tumora na ionizirajuće zračenje i smanjuje neželjene efekte zračenja; kroz brže zarastanje radijacijom izazvanih nekrotičnih oštećenja |
| Ubrzano zarastanje rana i kostiju                                                      | Aktiviranjem hipoksijom narušenog procesa biosinteze i regeneracija, omogućava zarastanje kroničnih rana, (kroz bolju produkciju kolagena koji predstavlja osnovu (potku) za brzu regeneraciju rana) i stimulacijom kapilarne proliferacije u kostima koja izaziva osteoklastičnu aktivnost i uklanja nekrotično i infekcijom oštećeno koštano tkivo. |
| Ometanje stvaranja toksičnih metabolita u organizmu                                    | Potiče detoksikaciju i deblokiranje toksinima aktiviranog hemoglobina, mioglobina i citohromoksidaze što je značajno kod trovanja ugljičnim monoksidom i drugim otrovnim plinovima i parama. |
| Ubrzan oporavak živčanog tkiva                                                         | Poboljšava provodljivost živaca (regeneracija omotača) i smanjuje njihov spazam, a djeluje i antistresno. |
| Poboljšana tjelesna kondicija i psihičko stanje                                        | Kod sportaša djeluje na brži oporavak nakon ozljeda i brže stjecanje psihofizičke kondicija (uklanjanjem mliječne kiseline i drugih produkata metabolizma u mišićima tijekom intenzivnog rada), a kod biznismene djeluje psihostabilizacijom stresom narušenih procesa, i smanjenjem faktora rizika (hipoksija, visoka razina šećera i masnoće u krvi itd.), u organizmu. Primijenjen, neposredno prije izlaganja većim naprezanjima, povećava radnu sposobnost za oko 20 %, a izdržljivost za 35 %, više sati nakon terapije. |

## Indikacije za primjenu HBOT
Sljedeće indikacije odobrene su za uporabu hiperbarične oskigenoterapije, na temelju odluke Odbora za kisik, UHMS;
1. HITNA STANJA
- arterijska plinska embolija
- ronilačke bolesti (dekompresijska bolest, barotraumatska plinska embolija i druge)
- opekline
- trovanja s CO, inhalacije dima i para
- nekrotizirajuće infekcije mekih česti i plinska gangrena
- naglo nastala gluhoća i/ ili šum u uhu
- naglo nastala sljepoća
- Bellova pareza

2. U KIRURGIJI
- termička oštećenja (opekotine, ozebline i smrzotine)
- Crush i blast povrede
- nekrotizirajuće infekcije mekih česti, akutni nekrotizirajući fascitis
- plinska gangrena (klostridijalna mionekroza)
- akutni i kronični osteomijelitis
- aseptična nekroza kuka
- nezacijeljeni prijelomi kosti
- ugroženi kožni režnjevi
- Mb. Burger, Mb. Sudeck
- subakutna i kronična arterijska insuficijencija različitog porijekla
- kronične refraktorne infekcije
- radijacijsko oštećenje tkiva
- teške povrede (traumatske ishemije)
- masivni gubitak krvi
- sporocijeleće rane; periferni vaskularni ulkusi (arterijalni, venski, dekubitalni, dijabetički, *trofički, neuropatski)

3. U NEUROLOGIJI I NEUROKIRURGIJI
- vrtoglavice, glavobolje, migrene
- multipla skleroza
- cerebralna paraliza i traumatske povrede mozga
- moždani apscesi
- selekcionirani moždani udari te povrede mozga i kičmene moždine
- moždani edem (toksična encefalopatija, vazogeni,traumatski)
- postanoksična encefalopatija
- rani organski moždani sindrom (bolest malih krvnih žila)

4. U OTORINOLARINGOLOGIJI
- neuralgija trigeminusa
- vestibularni poremećaji
- iznenadni idiopatski gubitak sluha
- akutna akustička trauma

5. U OFTALMOLOGIJI
- iznenadna sljepoća, okluzija središnje arterije mrežnice i tromboza središnje vene mrežnice
- dijabetička retinopatija
- optički i retrobulbarni neuritis
- glaukom otvorenog kuta

6. U INTERNOJ MEDICINI
- Crohn-ova bolest, ulcerozni kolitis, pseudomembranozni kolitis
- akutni reumatoidni artritis, Sy. i Mb. Raynaud
- peptička grizlica (ćir)
- šećerna bolest s komplikacijama

Liste indikacija su puno šire od ovdje navedenog gdje smo nastojali prikazati najučestalije koje se primenjuju u Hrvatskoj.,,

## Priprema bolesnika za HBOT
Bolesnik koji se podvrgava HBOT mora biti spreman na potpunu suradnju s medicinskim osobljem, strpljiv i discipliniran u provedbi sljedećih sanitarno-tehničkih i sigurnosnih procedura: 
- Temeljito kupanje i skidanje svih tragova masnoće s tijela, laka s kose i noktiju, lokalnih dermatika (lijekove koje mu je liječnik propisao za nanošenje na površinu kože), dezodoransa i drugih kozmetičkih sredstava
- Uklanjanje slušnih, zubnih, očnih (leće i naočale) i drugih protetskih pomagala, te raznih metalnih, plastičnih i keramičkih ukrasnih predmeta
- Sva mjesta tretirana lokalnim dermaticima i kozmetičkim preparatima temeljito se prije kupanja tretiraju alkoholom ili sličnim preparatima, a otvorene rane i druge kožne promjene previja medicinsko osoblje
- Pacijent liječenju pristupa u odjeći od 100% pamuka (kako bi se na minimum svela mogućnost nastanka statičkog elektriciteta), dok obuća mora biti čista
- Preporuča se lagana prehrana na dan HBOT te svakako bez gaziranih napitaka i alkohola. Ne preporuča se biti na tašte tijekom terapije kako bi se izbjegla pojava hipoglikemije koju može uzrokovati ubrzani metabolizam potaknut velikom količinom kisika u krvi. Posljednji obrok uzima se najkasnije 1,5 sat prije početka HBOT.
- Dva sata prije i dva sata poslije HBOT pacijentu se preporuča da ne puši, kako se ne bi smanjio učinak liječenja, a lijekove koji su mu propisani uzima po ustaljenoj shemi prije ulaska u barokomoru.
- Obavezno prije HBOT treba obaviti fiziološki potrebe, kako se liječenje, koje traje najmanje 60 minuta, ne bi prekidalo.
- Po završenoj HBOT bolesnik je dužan ostati pod kontrolom liječnika najmanje 20 minuta.

## Faze liječenja
Proces liječenja u barokomorama prolazi kroz više faza koje moraju osigurati maksimalnu sigurnost i visoku kvalitetu liječenja.

### Proces upravljanja i priprema sustava za rad
Stanica na tekući (ili plinoviti) kisik za opskrbu barokomora 100% kisikom podliježe svakodnevnoj kontroli tijekom HBOT.
Rad u hiperbaričnom centru mora započeti sljedećim pripremnim radnjama: 
- Dnevna kontrola ispravnosti opreme i sustava
- Upuštanje sustava
- Specifična priprema opreme i procedura koje zavise od stanja bolesnika
- Kompletna evidencija opreme i sustava
- Stanje ispravnosti protupožarne zaštite i sustava komunikacije (personala međusobno i personala s bolesnikom).

### Liječnički pregled bolesnika
Prije prijema pacijenta za liječenje u barokomori potrebno je steći uvid u kompletnu medicinsku dokumentaciju i uzeti iscrpno anamnezu drugih bolesti, kako bi se otkrila eventualna ograničenja za ovaj vid terapije. 
Priprema pacijenta za boravak i liječenje u barokomori obuhvaća sljedeće procedure, kojima se konstatira da li je liječenje u baro komori moguće; 
- specijalistički pregled liječnika hiperbarične medicine i konzultativni pregled jednog ili više specijalista drugih grana medicine,
- rutinske dijagnostičke procedure koje obuhvaćaju; 
  - radiografiju srca i pluća sa spirometrijom,
  - radiografiju paranazalnih šupljina,
  - Dopler krvnih žila (ovisno od lokacije promjena)
  - eho srca, elektrokardiogram a prema potrebi i holter monitoring,
  - osnovne i biokemijske laboratorijske analize.

Boravak pacijenata u barokomori podrazumijeva i vođenje određene medicinske dokumentacije koja sadrži;
- Izjavu pacijenta da je upoznat s hiperbaričnom oksigenacijom i da je prihvaća kao vid liječenja;
- Evidenciju zadanih parametara; 
  - vrijeme trajanja HBO, brzina komp / dek, zadati tlak,
  - vrsta monitoringa
  - način pripreme bolesnika,
  - vrijednost ostvarenih parametara tijekom boravka bolesnika u barokomori,
  - izvanredni događaji i otkaz opreme
  - ime i prezime liječnika i medicinskog tehničara koji je pacijenta pratio tijekom liječenja,
- povijest bolesti

### Sanitarno tehnička obrada bolesnika
Opisana je u poglavlju; „Priprema bolesnika za HBOT“. 

### Neposredni proces liječenja
Nakon završetka ove faze pacijent ulazi u barokomoru i započinje proces liječenja koji se odvija prema niže navedenim fazama; 
1. Provjetravanje
Traje od 1-3 min i ima za cilj da se iz barokomore istisne zrak i postigne koncentracije kisika unutar komore od 85-95%, i nastavlja se fazom kompresije tijekom koje se postiže 100% koncentracije kisika
2. Kompresija 
Ima za cilj da s laganim prirasta tlaka (koji u prosjeku iznosi od 0,1 .kgc/sm2 do 1.kgc/sm2), dosegne željena razina tlaka određen za liječenje. U toku ove faze koja traje u prosjeku 10-15 min. (ovisno od brzine prirasta tlaka), raste temperatura i vlažnost zraka unutar barokomore. 
3. Izopresija (liječenje HBO)
Traje u prosjeku 40 do 90 minuta, na apsolutnom pritisku u prosjeku od 1,5 do 2,5 bara ovisno od prirode bolesti i svrhe liječenja. Prema potrebi, u ovoj fazi liječenja vrši se korekcija temperature i vlažnosti unutar komore posebnim postupkom provjetravanja u cilju stvaranja optimalnih uvjeta za liječenje bolesnika. 
3. Dekompresija
Započinje po isteku vremena izopresije pa sve do izjednačavanja tlaka u komori s atmosferskim pritiskom. Ova faza traje koliko i faza kompresije (10 do 15 min.). 
- - Vanredna dekompresija: ovim režimom ostvaruje se brzo skidanje tlaka u komori i njegovo dovođenje na razinu atmosferskog tlaka. Ova faza u prosjeku traje od 30 do 150 sekundi, i primjenjuje se samo u izvanrednim situacijama; pogoršanje zdravlja bolesnika, kvar na opremi, požar, jer predstavlja veliki rizik za nastanak barotraume u organizmu bolesnika.

## Kontraindikacije za primjenu HBOT

### Apsolutne kontraindikacije[8]
- Neliječeni pneumotoraks
- Neliječeni metastatski malignitet, osim u slučaju kada postoji potreba za primjenom HBOT (trovanje ugljičnim monoksidom, plinska gangrena ili druge opasnosti koje ugrožavaju život bolesnika)
- Kardiogeni šok
- Anamnestički podaci o komplikacijama tijekom ranijeg liječenja HBOT
- Bolesti pluća (kaverna, kronična-opstruktivna plućna bolest, astma, apsces pluća, zračna embolija)
- Podaci o povećanoj preosjetljivosti na kisik
- Urođena sferocitoza
- Lijekovi: Cilj-Platinium (zbog pojačane citotoksičnosti), Doksorubicin - Adriamicin (povećan mortaliteta na eksperimentalnim životinjama), Bleomicin (teži oblici pneumonitisa, najčešće fatalan čak i kod primjene normobaričnog kisika ili hiperbaričnog zraka), Mafenid acetat (Sulfamylon ®), Disulfiram ( Antabuse ®) (stvara uvjete za pojačanu toksičnost kisika).[9]

### Relativne kontraindikacije[8]
- Strah (fobija) od zatvorenog prostora.
- Epilepsija i slični poremećaji
- Teži oblici  hipertenzivne bolesti.
- Infekcije gornjeg respiratornog trakta
- Teži oblici narušeno prohodnosti  Eustahijeve cijevi, nosnih kanala i sinusa: polipi nosa, sinusa, uha, upalni procesi u nosu sinusima srednjem uhu i urođene anomalije u ORL regiji.
- Opstruktivne bolesti pluća
- Stanja nakon operativnih zahvata na grudnom košu
- Trudnoća (u 3 mjesecu i kasnije)

## Komplikacije u toku HBOT
Komplikacije tijekom HBOT su izuzetno rijetke, ako se prije liječenja provede propisani dijagnostički postupak, a u tijeku primijene sve procedure monitoringa. Prema istraživanjima Američkog udruženja za hiperbaričnu medicinu na oko 10.000 slučaja može doći do jedne komplikacije, što je iznimno rijetko.  
- Barotrauma srednjeg uha
- Bol u zubima i / ili čeljusti
- Barotrauma pluća (pneumotoraks)
- Dekompresiona bolest.
- Bol u sinusima
- kratkovidost i katarakta
- Kisička epilepsija (trovanje kisikom)
- Strah od zatvorenog prostora (klaustrofobija) sve do panike
- Kisičko uvo
- Požar i / ili eksplozija